# Островский, Александр Владимирович (инженер-строитель)
Алекса́ндр Влади́мирович Остро́вский (род. 4 марта 1951 года, Москва) — советский и российский инженер-строитель, Герой Труда Российской Федерации (2020).

## Биография
В 1973 году окончил Московский инженерно-строительный институт им. В. В. Куйбышева по специальности «гидротехническое строительство» («инженер-гидротехник-строитель»). Работал в «Мостоотряде-18» «Мостотреста», где прошёл путь от должности мастера, прораба, старшего прораба, начальника производственно-технического отдела, заместителя начальника по производству до главного инженера. С начала 1970-х годов он участвовал во многих крупных советских инфраструктурных проектах.
С 2007 года до января 2015 года работал заместителем генерального директора — директором по производству в российской строительной компании «Мостотрест». Его крупнейшие российские проекты:
- Автомобильный мост через Оку в обход Мурома — первый и единственный в России трёхпилонный вантовый мост (длина — 1,4 км, ширина — 15 м, высота пилонов — 85 м). Победитель конкурса «Росавтодора» в номинации «Самый красивый мост»;
- Дублёр Курортного проспекта в Сочи — наиболее сложный и масштабный объект транспортной инфраструктуры Сочи (протяжённость — 16 км, шесть пар двухполосных тоннелей, пять эстакад, мост, путепровод, три развязки);
- Первый введённый в эксплуатацию участок автомобильной дороги М11 Москва—Санкт-Петербург (в обход Вышнего Волочка). Протяжённость — более 72 км, четыре полосы, 40 путепроводов, 14 мостов, две развязки.
- Бусиновская транспортная развязка в Москве — первая пятиуровневая развязка в России (семь эстакад, 12 съездов дорожной части).

А. В. Островский также отвечал за создание ряда объектов транспортной инфраструктуры олимпийского Сочи (в том числе, развязки «Стадион» и «Адлерское кольцо»).
С 6 февраля 2015 года возглавил компанию «СГМ-Мост» (дочерняя структура «Стройгазмонтажа») для строительства Крымского моста, который соединяет Крым с материковой Россией.

## Галерея

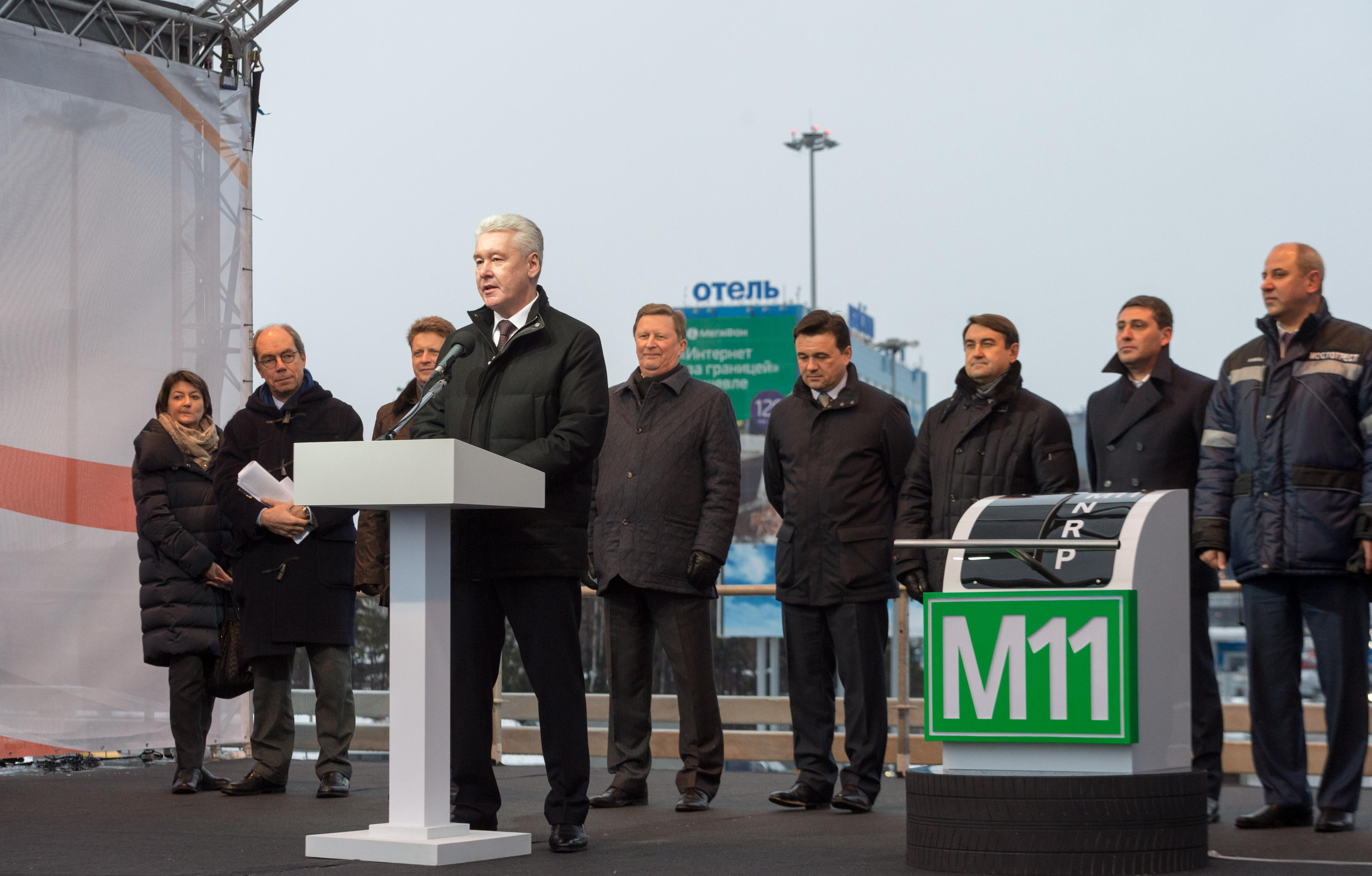
Открытие движения на первом участке трассы «Москва-Санкт-Петербург» 23 сентября 2014 года
Муромский мост через реку Оку
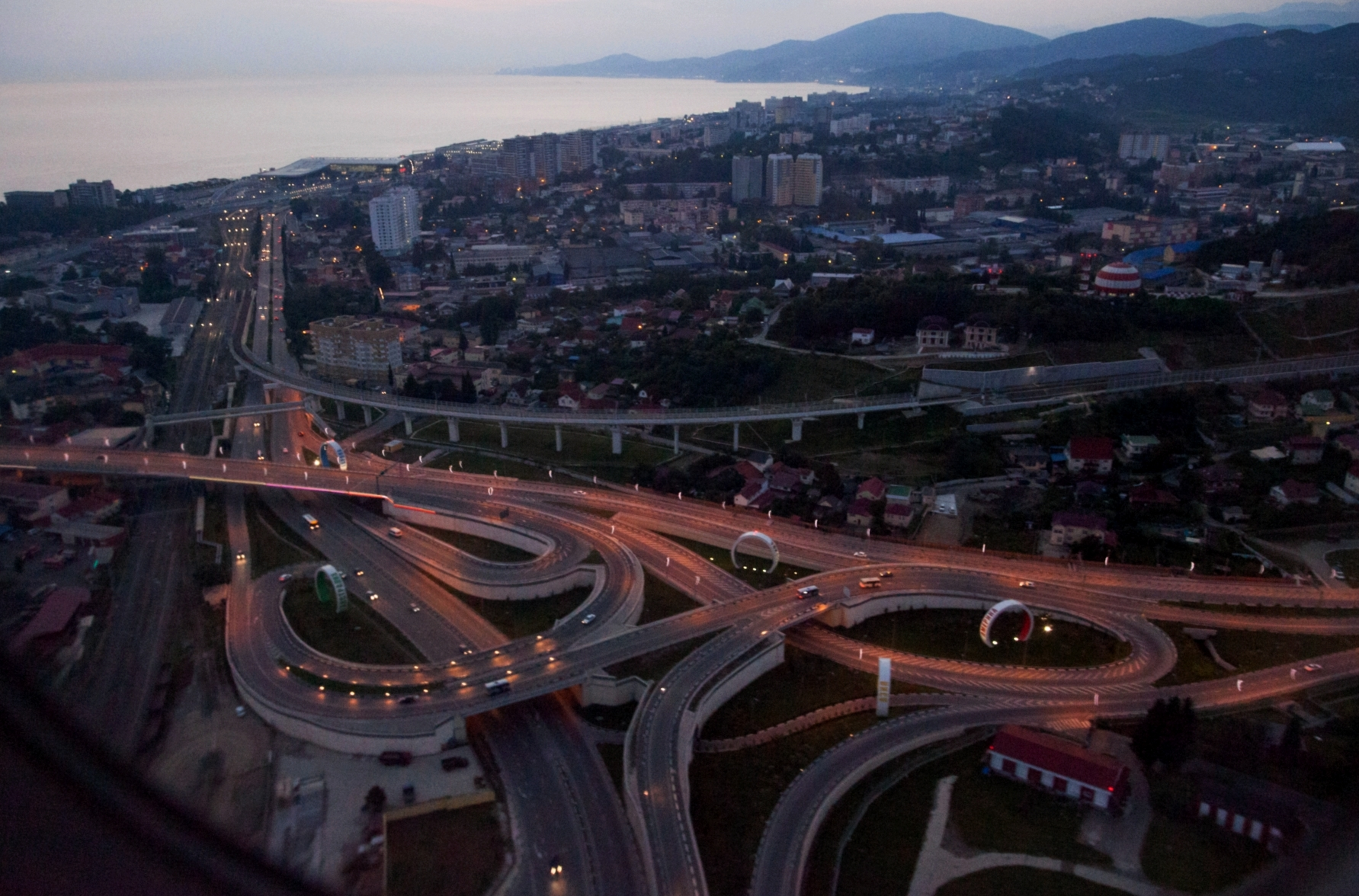
Развязка «Адлерское кольцо», Сочи

## Награды и звания
- Герой Труда Российской Федерации (17 марта 2020) — за особые трудовые заслуги в строительстве Крымского моста[4]
- Заслуженный строитель Российской Федерации (24 декабря 2014) — за вклад в подготовку и проведение XXII Олимпийских и XI Паралимпийских зимних игр 2014 в городе Сочи[5]